# 大谷落
大谷落（おおやおとし）は、埼玉県久喜市を流れる水路である。

## 概要
現在の大谷落は久喜市江面の東北自動車道付近を起点とし、江面・下早見（飛地）・北青柳を流下する。下流河川は江面落川となっている。流域周辺はコンクリート護岸がなされており、東南東へ流下する区間では北青柳側（北側）に、北東へ流下する区間では水路の西側にそれぞれ遊歩道が整備されている。この遊歩道には椿などの樹木が植樹されている。大谷落という名称は流域周辺の小字に由来する。なお、流路の詳細に関しては下記の流路節を参照されたい。

## 流路
- 東北自動車道の東側にて江面字大谷より北青柳（北側）と下早見（飛地、南側）の境界を東南東へ流下する。
- 上尾久喜線に至ったところで北東へと流路を変え、上尾久喜線の西側に沿って北青柳を流下する。
- 久伊豆神社の南方にて上尾久喜線を東側へと横断し、名称が江面落川と変称し大谷落は終点となる。
- 終点：江面落川

## 橋梁
- 大谷落橋

## 周辺の施設など
- 特別養護老人ホーム鶴寿荘
- 久喜すずのき病院